# Laura Évrard
Pour les articles homonymes, voir Évrard.
Laura Évrard, née le 24 septembre 2004, est une joueuse française de basket-ball. Elle évolue au poste de meneuse.

## Biographie

### Carrière en club
Originaire du Var, elle rejoint le centre de formation de Saint-Amand en 2019. Elle fait face à deux ruptures des ligaments croisés aux deux genoux, en 2018 puis en 2021, qui freinent son développement.
En 2022, elle rejoint le Landerneau Bretagne Basket, où elle poursuit sa progression. Lors de la saison 2022-2023, elle joue un rôle important dans le maintien du club en LFB.

### Sélection nationale
Capitaine de l'équipe de France U19, elle dispute la coupe du monde en 2023 avec laquelle elle arrive dans le dernier carré de la compétition.

## Palmarès

### Équipe nationale
- Médaille de bronze au championnat d'Europe U18 2022[2].